# Ratingsee-Siedlung

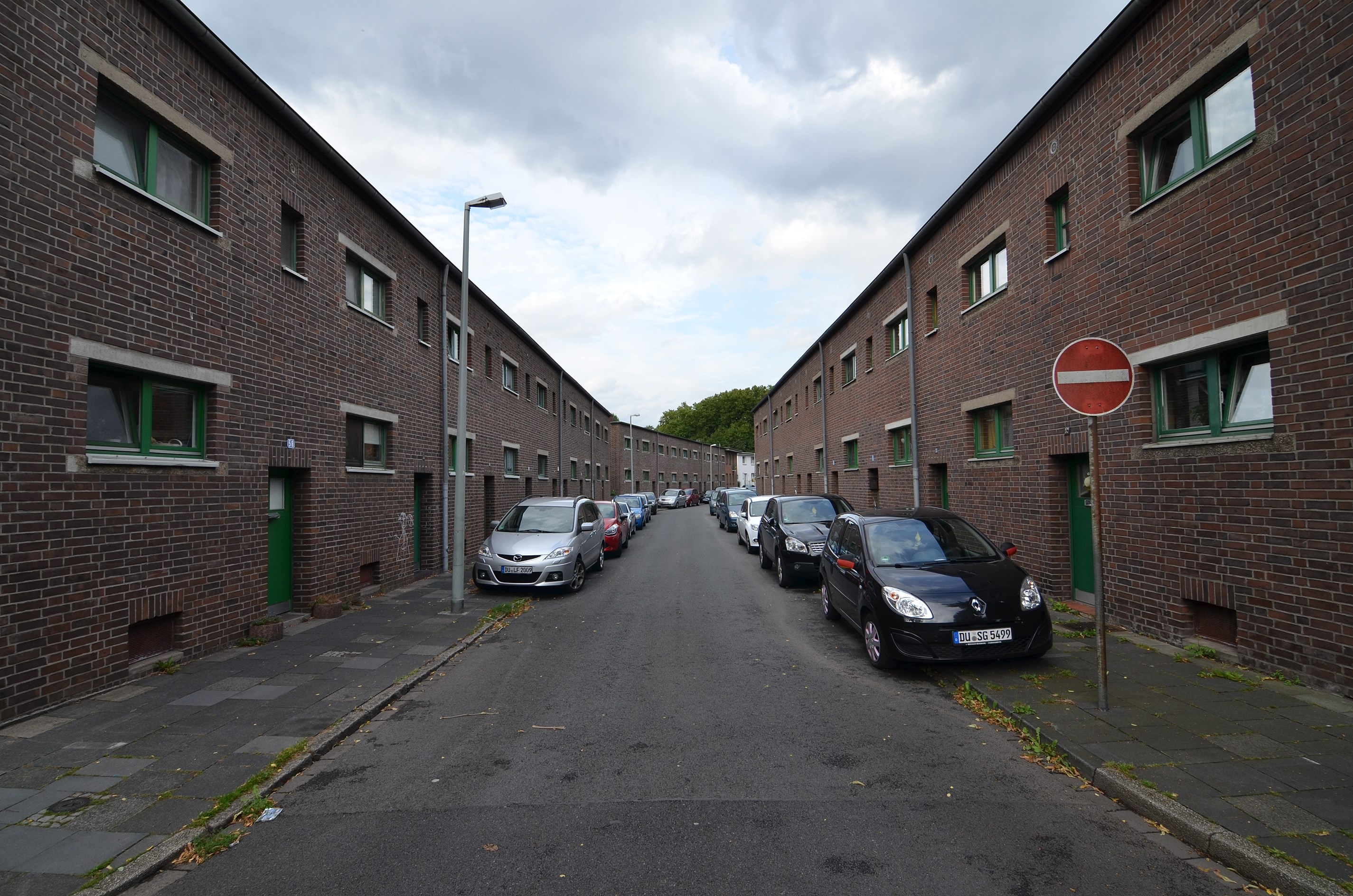
Straße Roggenkamp in der Ratingsee-Siedlung in Meiderich (August 2014)

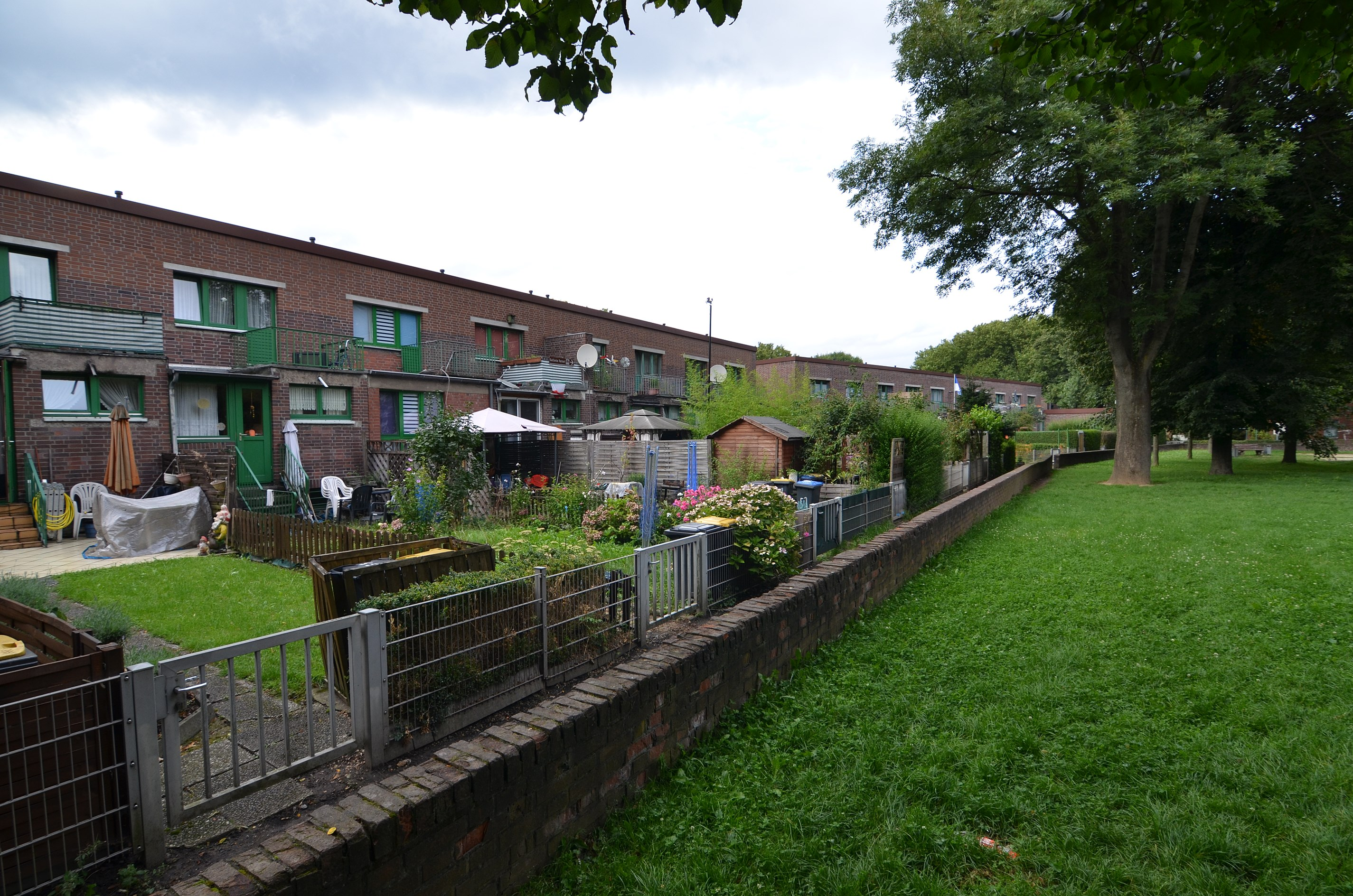
Rückseiten einiger Häuser mit kleinen Gärten gegenüber dem Spielplatz

Die Ratingsee-Siedlung in Duisburg-Meiderich wurde von 1927 bis 1928 auf der Fläche eines zugeschütteten Sees nahe dem inzwischen stillgelegten Rangierbahnhof Ruhrort und dem Rhein-Herne-Kanal errichtet.
Nach der Dickelsbach-Siedlung (1926) in Wanheimerort und der Diergardt-Siedlung (1927) am Parallelhafen in Neuenkamp war es die dritte Typenhaussiedlung im Stil des Neuen Bauens, die durch das Stadtbauamt der Stadt Duisburg mit seinen Mitarbeitern Karl Pregizer, Hermann Bräuhäuser und Heinrich Bähr entwickelt und von der GEBAG (Duisburger Gemeinnützige Baugesellschaft AG) gebaut worden war. Grund für das städtische Engagement war der Rückzug des Bergbaus und anderer großer Unternehmen aus dem Wohnungsbau und die Wohnungsnot nach Erstem Weltkrieg, Inflation und Ruhrbesetzung. Zielgruppe des sogenannten Duisburger „Typenplanes“ waren Minderbemittelte und kinderreiche Familien.
Die nach damals revolutionären Gesichtspunkten ausgestalteten 215 Einfamilien-Reihenhäuser hatten drei Schlafzimmer, eine Wohnküche als eingeschossiger Anbau nach hinten, ein Bad, eine Toilette, im Erdgeschoss eine Loggia mit Treppe zum Garten und im ersten Stock am Elternschlafzimmer einen Balkon oberhalb der Wohnküche. Die Wohneinheiten hatten auf 4,30 m × 10,20 m Grundfläche in den zwei Stockwerken eine Wohnfläche von 52 Quadratmetern. Im Gegensatz zu den vorangehenden Siedlungen waren in Ratingsee die Erdgeschosse erhöht, sodass gut belichtete Keller entstanden, in deren rückwärtigem Teil es eine Badenische mit Wanne gab.
Als Baumaterial wurde Backstein als sichtbares Ziegelmauerwerk genutzt. Die streng kubischen, flachgedeckten Wohneinheiten verzichten auf jeglichen Schmuck und zeigen die funktionelle Gliederung außen an der Fassade an. Sie wurden in lang gestreckten, nach neun bis zehn Wohneinheiten gebrochenen Doppelreihen mit innenliegenden, circa 50 m² großen Gärten angeordnet. Die zwei längeren und zwei kürzeren Doppelreihen fächern sich vom Heukamp in Nord-Süd-Ausrichtung auf. Im Zentrum der Siedlung ist von Beginn an ein großer Kinderspielplatz, am Nordende war ein weiterer geplant. Am Heukamp und in der Zoppenbrückstraße waren acht eingeschossige Ladeneinheiten zur Versorgung der Bevölkerung errichtet worden, davon sind Teile in Garagen umgebaut und andere werden inzwischen als Gemeinschaftsräume genutzt. In der Südostecke der Siedlung war eine Gartenwirtschaft geplant gewesen, dieser Teil ist bis heute unbebaut.
Im Zweiten Weltkrieg wurden einige Häuser durch Bombentreffer zerstört, die dortigen Baulücken durch Mehrfamilienhäuser geschlossen. Die gesamte Siedlung mit den 184 erhalten gebliebenen Häusern, der Anordnung von Häuserzeilen, Brandschutzmauern, Hecken und Baumpflanzungen, Wirtschafts- und Fußwegen sowie dem zentralen Spielplatz und der Platzanlage Heukamp wurde 1998 als „signifikantes Beispiel für eine funktionalistische Siedlung der 20er Jahre“ und „hervorragendes Dokument für das kommunalpolitische Engagement der progressiven Duisburger Stadtverwaltung“ unter Denkmalschutz gestellt.
Am 14. Juni 2008 feierten die Bewohner mit einem Stadtteilfest das 80-jährige Bestehen ihrer Siedlung.
Im Rahmen der Ruhr.2010 nahm die Ratingsee-Siedlung am Projekt Route der Wohnkultur teil. Heute wird die Siedlung auf einer Informations-Stele der Route der Wohnkultur präsentiert.

## KZ-Außenlager Ratingsee
In Meiderich-Ratingsee wurde im Oktober 1942 von der SS-Baubrigade I unmittelbar neben der Wohnsiedlung an der Westender Straße / Ecke Kornstraße ein KZ-Außenlager eingerichtet, in dem 400 Häftlinge aus dem KZ Sachsenhausen in 10 Baracken untergebracht waren; das Lager wurde später dem KZ Buchenwald unterstellt. Ein weiteres Nebenlager der SS-Baubrigade I mit 600 Häftlingen bestand in Düsseldorf-Stoffeln.
Die Gefangenen mussten in Duisburg Schäden von Bombenangriffen beseitigen. Bei der Arbeit in den Trümmern waren die Gefangenen ständig der Gefahr noch unentdeckter Bomben- und Granatenblindgänger ausgesetzt. Am 27. April 1943 wurde das KZ-Außenlager Ratingsee bei einem Bombenangriff auf Duisburg vollständig zerstört, dabei kamen 50 Häftlinge ums Leben.
Zur Erinnerung an das Schicksal der Häftlinge wurde 1984 am Vorplatz der Sportanlage Meiderich des MSV Duisburg eine Gedenkplatte in den Boden eingelassen. 1998 wurde an der Mauer der Kirche St. Michael auf der Von-der-Mark-Straße in Meiderich eine neue Gedenktafel enthüllt.